# Aristocypha iridea
Aristocypha iridea – gatunek ważki z rodziny Chlorocyphidae. Występuje w południowo-wschodniej Azji – Mjanmie, Tajlandi, Laosie oraz w prowincji Junnan na południu Chin.